# Chejl sade
Chejl sade (hebrejsky חיל שדה‎, zkráceně Chiš, hebrejsky חי״ש‎) byl vojenský sbor vytvořený Haganou roku 1939 v britské mandátní Palestině, po rozpuštění menších mobilních jednotek Plugot sade (Foš). Společně s Chejl ha-mišmar a Palmach šlo o hlavní pozemní sbor Hagany.
V rámci židovských vojenských kapacit znamenal bod zlomu rok 1939. Tehdy byl z mandátní Palestiny převelen Orde Wingate a Plugot sade byly nahrazeny méně mobilním, za to ale stálým sborem Chejl sade. Tento vojenský útvar tvořili muži se základním vojenským výcvikem a samotný se dále dělil na jednotky domobrany a Chejl ha-mišmar. Zvláštní jednotkou byly Speciální noční oddíly, které se zapojovaly do protiteroristické války proti Arabům.

## Jednotky
Chel Sade se skládal z následujících brigád:
- Brigáda Levanoni
  - Brigáda Karmeli
  - Brigáda Golani
- Brigáda Kirjati
- Brigáda Alexandroni
- Brigáda Ecioni
- Brigáda Givati